# Астрономический институт имени В. В. Соболева
Астрономический институт им. В. В. Соболева Санкт-Петербургского государственного университета (сокращённо НИАИ СПбГУ) и астрономическое отделение математико-механического факультета СПбГУ ведут научные исследования и подготовку специалистов по практически всем направлениям современной астрономии. Носит имя астрофизика В. В. Соболева.

## История
В 1881 году при кафедре астрономии Санкт-Петербургского университета С. П. Глазенапом была организована Астрономическая обсерватория Санкт-Петербургского университета.
С 1917 по 1992 год она называлась Астрономическая обсерватория Ленинградского Государственного Университета (АО ЛГУ).
В 1992 году АО ЛГУ была преобразована в Научно-Исследовательский Астрономический Институт Санкт-Петербургского университета (сокращённо НИАИ СПбГУ).
В 1999 году Институту было присвоено имя академика В. В. Соболева, много лет возглавлявшего институт, создавшего теорию образования спектров разреженных астрофизических сред, движущихся с градиентом скорости («теория Соболева») и разработавшего мощные методы решения задач теории переноса излучения («резольвентный метод Соболева» и другие). Он создал крупную научную школу, известную в мире как Ленинградская школа теоретической астрофизики.

## Информация
В настоящее время в Астрономическом институте и на кафедрах астрономического отделения научную работу ведут более 60 человек, в том числе 13 докторов и 36 кандидатов наук. В преподавании принимают участие более 35 астрономов, в том числе 10 профессоров. Ежегодно на астрономическое отделение принимается 20 студентов, в аспирантуру поступает 5—7 человек.
Диссертационный совет Д 212.232.15 при Санкт-Петербургском государственном университете принимает к защите диссертации на соискание учёных степеней доктора и кандидата физико-математических наук по специальностям 01.03.01 (астрометрия и небесная механика) и 01.03.02 (астрофизика и радиоастрономия)

## Расположение
Основная часть лабораторий и кафедр расположены в Петергофе по адресу: г. Санкт-Петербург, Старый Петергоф, Университетский пр., д. 28.
Лаборатория астрометрии находится в Санкт-Петербурге по адресу: СПб, Университетская наб. 7/9—76 (т. н. Глазенаповский дом).
Также астрономическому институту принадлежит Бюраканская астрофизическая лаборатория (Бюракан, Армения). В настоящее время законсервирована.

## Интересные факты
- Санкт-Петербургский университет — единственный в мире, давший двух президентов Международного Астрономического Союза (МАС): академик В. А. Амбарцумян (окончил в 1928 г.) и академик А. А. Боярчук (окончил в 1953 г.) возглавляли МАС в 1961—1964 гг.[1] и в 1991—1994 гг.[2] соответственно.
- В 2004 году телекомпания ОАО «ТКТ» выпустила научно-популярный документальный фильм "Звездочеты" об астрономии, съёмки которого проходили В Астрономическом Институте с участием научных сотрудников института, профессоров, аспирантов и студентов астрономического отделения. Фильм не только рассказывает о жизни института и его сотрудников, но и содержит панораму достижений современной астрономии. В 2004 году фильм несколько раз был показан по телеканалу компании "Региональное Телевидение" (Санкт-Петербург).

## Основные направления научных исследований
Космология, физика галактик, физика звёзд, физика межзвёздной среды, гелиофизика, динамика звёздных систем, небесная механика, астрометрия, астрономическое приборостроение.

## Кафедры астрономического отделения
- Кафедра астрономии (заведующий Вениамин Витязев)
- Кафедра астрофизики (заведующий Владимир Гаген-Торн)
- Кафедра небесной механики (заведующий Константин Холшевников)

## Лаборатории НИАИ
- Лаборатория активных ядер галактик (заведующий Бабаджанянц, Михаил Константинович)
- Лаборатория астрометрии (заведующий Витязев, Вениамин Владимирович)
- Лаборатория наблюдательной астрофизики (заведующий Ларионов, Валерий Михайлович)
- Лаборатория небесной механики и звёздной динамики (заведующий Соколов, Леонид Леонидович)
- Лаборатория теоретической астрофизики (заведующий Лоскутов, Виктор Михайлович)
- Лаборатория физики Солнца и радиоастрономии (заведующий Нагнибеда, Валерий Георгиевич)

## Знаменитые сотрудники за все годы
- Глазенап, Сергей Павлович — основатель и первый директор обсерватории
- Нумеров, Борис Васильевич
- Павлов, Николай Никифорович
- Немиро, Андрей Антонович
- Зверев, Митрофан Степанович
- Тихов, Гавриил Адрианович
- Белопольский, Аристарх Аполлонович
- Огородников, Кирилл Фёдорович
- Иванов, Александр Александрович
- Шаронов, Всеволод Васильевич
- Субботин, Михаил Фёдорович
- Амбарцумян, Виктор Амазаспович
- Боярчук, Александр Алексеевич
- Соболев, Виктор Викторович — создал теорию образования спектров разреженных астрофизических сред, движущихся с градиентом скорости, (известна как теория Соболева), и развил новые методы решения проблем переноса излучения (резольвентный метод Соболева и др.). Вместе с С. Чандрасекаром и В. А. Амбарцумяном В. В. Соболев являются классиками в этой области теоретической астрофизики. Соболев создал крупную научную школу, известную в мире как Ленинградская школа теоретической астрофизики. В 1999 году выдающийся вклад В. В. Соболева в становление и развитие астрономии в Университете отмечен присуждением Астрономическому институту СПбГУ его имени.
- Домбровский, Виктор Алексеевич — открыл поляризацию излучерия звёзд одновременно и независимо от американских коллег в 1949 году, а в 1953 году Домбровский открыл поляризацию оптического излучения Крабовидной туманности (открытие оптического синхротронного излучения). В 1974 году эти работы были отмечены Бредихинской премией.
- Агекян, Татеос Артемьевич
- Гаген-Торн, Владимир Александрович
- Горбацкий, Виталий Герасимович
- Иванов, Всеволод Владимирович
- Вощинников, Николай Васильевич
- Нагирнер, Дмитрий Исидорович
- Барышев, Юрий Викторович
- Грачев, Станислав Иванович
- Ларионов, Валерий Михайлович
- Орлов, Виктор Владимирович
- Решетников, Владимир Петрович
- Холшевников, Константин Владиславович